# First Love
| Оценки критиков | Оценки критиков |
| Источник        | Оценка          |
| --------------- | --------------- |
| AllMusic        | [ 1 ]           |
| DJBooth.net     | [ 2 ]           |

First Love — дебютный студийный альбом доминиканско-американской певицы Карины Пасьян, выпущенный 19 августа 2008 года на лейбле Def Jam Recordings. Наиболее известными синглами альбома являются «16 @ War» и «Can’t Find The Words».

## Об альбоме
Для своего дебютного альбома Пасьян записала 70 песен, среди которых был совместный трек с Джоном Леджентом «Promise», который в итоге не был включён в альбом. В первую неделю после своего выхода пластинка разошлась тиражом в 9 000 копий. 3 декабря 2008 года альбом был номинирован на премию «Грэмми» как «Лучший альбом современного R&B». По состоянию на декабрь 2008 года альбом разошёлся тиражом в 28 408 копий.

## Список композиций
| #  | Название                    | Автор(ы)                                                                           | Длительность |
| -- | --------------------------- | ---------------------------------------------------------------------------------- | ------------ |
| 1  | «90’s Baby»                 | Warren «Oak» Felder; Chasity Nwagbara                                              | 3:20         |
| 2  | «Baby Baby»                 | Niatia Kirkland; Chris «Tricky» Stewart; Terius «The-Dream» Nash                   | 3:50         |
| 3  | «Can’t Find The Words»      | Farrah Fleurimond; Carlos «Los Da Mystro» McKinney; Natalie Walker; Daniel Crawley | 3:58         |
| 4  | «16 @ War»                  | Chris «Tricky» Stewart; Terius «The-Dream» Nash                                    | 3:23         |
| 5  | «Winner»                    | Rico Love; Carlos «Los Da Mystro» McKinney, Shehnaz Khan                           | 4:11         |
| 6  | «The Love We Got»           | Thaddis «Kuk» Harrell; Chris «Tricky» Stewart; Terius «The-Dream» Nash             | 3:34         |
| 7  | «They Ain’t Gotta Love You» | Ashanti; R. Richard; J. Williams                                                   | 3:42         |
| 8  | «Slow Motion»               | Gordon Chambers; Barry Eastmond; Vince Percy                                       | 3:54         |
| 9  | «Can’t Bring Me Down»       | Gordon Chambers; Troy Taylor                                                       | 3:14         |
| 10 | «First Love»                | Shawn Campbell; Gordon Chambers; Marshall J. Leathers; Marcus Grant                | 3:46         |
| 11 | «Go Back»                   | Ester Dean, Traci Hale, Reggie «Syience» Perry                                     | 3:16         |

## Позиции в хит-парадах
| Хит-парад              | Наивысшая позиция | Пребывание в чарте | Источник |
| ---------------------- | ----------------- | ------------------ | -------- |
| US Albums Top 100      | 57                | 1 неделя           | [ 8 ]    |
| Top R&B/Hip-Hop Albums | 11                | 10 недель          | [ 9 ]    |
| Digital Albums         | 16                | 1 неделя           | [ 10 ]   |